# Calommata simoni
Espèce
Calommata simoni est une espèce d'araignées mygalomorphes de la famille des Atypidae.

## Distribution
Cette espèce se rencontre en Guinée, au Libéria, en Côte d'Ivoire, au Cameroun, au Congo-Kinshasa, au Kenya, en Tanzanie et au Malawi.

## Description
Les mâles mesurent de 5,60 à 9,35 mm et les femelles de 25,80 à 33,40 mm

## Étymologie
Cette espèce est nommée en l'honneur d'Eugène Simon.

## Publication originale
- Pocock, 1903 : Some new spiders from the camaroons collected by Mr G. L. Bates. Annals and Magazine of Natural History, sér. 7, vol. 11, p. 258-264 (texte intégral).